# آنوروتسانگانا
آنوروتسانگانا (به لاتین: Anorotsangana) یک منطقهٔ مسکونی در ماداگاسکار است که در بخش امبانجا واقع شده‌است. آنوروتسانگانا ۵٬۲۵۰ نفر جمعیت دارد و ۲۵ متر بالاتر از سطح دریا واقع شده‌است.